# Тьонвиль (округ)
Тьонви́ль (фр. Thionville, код INSEE — 577) — округ на северо-востоке Франции в регионе Гранд-Эст, департамент — Мозель. Округ был образован 1 января 2015 года слиянием округов Тьонвиль-Уэст и Тьонвиль-Эст.
Административным центром округа является коммуна Тьонвиль. С 2015 года супрефектом округа является Тьери Бонне.
Тьонвиль находится на севере-западе департамента. В состав округа полностью входят 6 кантона и частично один кантон:
- Альгранж (16 коммун)
- Бузонвиль (частично — 23 коммуны)
- Фамек (5 коммун)
- Эанж (9 коммун)
- Мецервисс (27 коммун)
- Тьонвиль (2 коммуны)
- Йюс (23 коммуны)